# 輕型武器
輕型武器（英語：Small Arms and Light Weapons，簡稱SALW）在軍備控制協議中指的是以下兩種類型主要的單兵便攜式武器：
- 小型武器：從廣義上來說，小型武器是指單兵使用（即供一位步兵攜帶和操作）的動能射彈槍支。其中包括：手槍（左輪手槍、一般手槍、德林加手槍和衝鋒槍）、鳥銃/來福鳥銃、散彈槍、步槍（突擊步槍、戰鬥步槍、卡賓槍、精確射手步槍、短管火槍、狙擊步槍等）、個人防衛武器、班用機槍、輕機槍。[2]

- 輕武器：從廣義上來說，輕武器可分為供兩名或兩名以上人員操作的任何武器、燃燒彈、或是可發射爆炸物之武器。其中包括：反器材步槍、反坦克步槍、通用機槍、中型機槍、重機槍、火焰噴射器、手榴彈、步槍用榴彈、榴彈發射器、無後座力砲、火箭推進榴彈、反戰車飛彈、可攜式防空飛彈以及100毫米（3.9英寸）口徑以下的迫擊砲。[2]

小型武器和輕武器還包括彈藥、爆炸物、地雷以及上開所未列出的任何其他便攜式武器。